# یک شب آرام
یک شب آرام (به چینی: 小城二月) فیلمی کوتاه به کارگردانی کیو یانگ محصول کشور چین است. این فیلم نخل طلایی فیلم کوتاه هفتادمین جشنواره فیلم کن را از آن خود کرد.

## بازیگران
- لی شاکسن